# Vestingwerken van Rijssen
De vestingwerken van Rijssen waren het stelsel van gracht, omwalling en stadspoorten in de Nederlandse stad Rijssen. Deze middeleeuwse vestingwerken hadden slechts een beperkte defensieve waarde en waren in militair opzicht dan ook van geringe betekenis.
Er zijn geen zichtbare restanten van de vestingwerken bewaard gebleven.

## Geschiedenis
Met de ontvangst van stadsrechten in 1243 kreeg Rijssen ook het recht om een verdedigingswerk rondom de stad aan te leggen. Het ging om een stadsgracht en een aarden wal met vier toegangspoorten. In het noordwestelijke kwartier van het omgrachte Rijssen stond de havezate Bevervoorde, een omgracht kasteel waarvan de oudste vermelding uit de 14e eeuw dateert maar dat waarschijnlijk een oudere oorsprong heeft.
In 1497 werd Rijssen aangevallen door Hendrik V van Wisch, die een conflict had met de bisschop van Utrecht. Hendrik wist Rijssen in te nemen en te plunderen.
In 1520 moesten diverse Twentse plaatsen op last van bisschop Philips van Bourgondië hun verdedigingswerken afbreken, maar Rijssen kwam niet in het rijtje voor. Kennelijk stelde de omwalling van Rijssen te weinig voor en was het niet vermeldingswaardig.
In 1522 werd Rijssen overvallen en geplunderd door Hendrick van Saltsburgh.
Tijdens de Tachtigjarige Oorlog wisselden de Spaanse en Staatse troepen elkaar af als machthebber in Rijssen. In 1580 werd de stad belegerd door de Spanjaarden en zochten de inwoners hun toevlucht in de toren van de Schildkerk. In 1597 kreeg prins Maurits de stad in handen. Veldheer Spinola belegerde in 1606 Rijssen en wist de stad in te nemen. Toen de Republiek in 1626 Oldenzaal veroverde, brak er ook voor Rijssen een rustiger periode aan.
Zowel tijdens de Eerste Münsterse Oorlog (1665-1666) als tijdens de Hollandse Oorlog (1672-1674) was Rijssen het slachtoffer van troepen uit Münster.
Wanneer de omwalling is verdwenen, is onbekend. De ronde gracht en omwalling zijn wel bewaard gebleven in het stratenpatroon van Rijssen. Ook toponiemen als Huttenwal, Walstraat en De Hagen verwijzen naar de voormalige omwalling.
In 2018 is bij graafwerkzaamheden de 13e-eeuwse stadsgracht aangetroffen.

## Beschrijving
De droge stadsgracht was ongeveer vijf meter breed en 2,5 meter diep. Aan de binnenzijde van de gracht lag een aarden wal met bovenop een dichte haag. Er waren drie stadspoorten: de Molenpoort, de Elsenerpoort en de Haarpoort. In de noordzijde van de omwalling was geen stadspoort maar een toegang met een wachtpost. De Holtentoren op de Koerbelt bewaakte de zuidelijke toegang in de richting van Goor.
De geringe breedte van de gracht doet twijfelen aan de militaire waarde van de verdedigingswerken. Waarschijnlijk hadden de werken vooral een symbolische waarde om de status van Rijssen als stad te benadrukken. Ook is het mogelijk dat de bisschoppen van Utrecht geen strategisch of financieel belang hechten aan Rijssen en daardoor niet veel investeerden in de omwalling.

### Bevervoorde
De havezate Bevervoorde (ook wel: Beverfeurde) is mogelijk voortgekomen uit een omgrachte pleisterplaats voor de bisschop van Utrecht. Op doorreis naar Twente kon de bisschop hier zijn paarden wisselen. 
De oudste schriftelijke vermelding dateert uit 1323: ridder Evert van Bevervoorde had toen de havezate Bevervoorde in bezit. Het gebouw is vermoedelijk in de 14e eeuw gebouwd. In 1620 is een nieuw gebouw neergezet, alhoewel het ook mogelijk is dat het middeleeuwse kasteel is verbouwd en uitgebreid. 
Eind 18e eeuw werd de havezate gesloopt en door een boerderij vervangen. 
Alkmaar · Amsterdam · Borculo · Bredevoort · Coevorden · Delden · Enschede · Goor · Haarlem · Hattem · 's-Hertogenbosch · Huissen · Klundert · Lochem · Maastricht · Montfoort · Naarden · Ommen · Ootmarsum · Rhenen · Roermond · Rijssen 
· Sittard · Sneek · Steenbergen · Terborg · Valkenburg · Zaltbommel · Zwolle